# Agathia papuensis
Agathia papuensis är en fjärilsart som beskrevs av Louis Beethoven Prout 1927. Agathia papuensis ingår i släktet Agathia och familjen mätare. Inga underarter finns listade i Catalogue of Life.